# Курсел ла Форе
Курсел ла Форе (фр. Courcelles-la-Forêt) је насељено место у Француској у региону Лоара, у департману Сарт.
По подацима из 2011. године у општини је живело 420 становника, а густина насељености је износила 21,43 становника/km².

## Демографија
| 1962. | 1968. | 1975. | 1982. | 1990. | 2011. |
| ----- | ----- | ----- | ----- | ----- | ----- |
| 504   | 452   | 435   | 381   | 359   | 420   |